# Cochleoceps bicolor
Cochleoceps bicolor är en fiskart som beskrevs av Hutchins, 1991. Cochleoceps bicolor ingår i släktet Cochleoceps och familjen dubbelsugarfiskar. Inga underarter finns listade i Catalogue of Life.